# اشتورم‌گور ۴۴
اشتورم‌گور ۴۴ (تفنگ هجومی ۴۴) نخستین تفنگ هجومی جهان بود. این تفنگ در سال ۱۹۴۲ توسط هوگو شمایسر در آلمان در جریان جنگ جهانی دوم تولید شد. طراحی تفنگ‌های هجومی (تفنگهای خودکار با فشنگ متوسط همچون ام۱۶ و کلاشنیکف) که امروزه به سلاح اصلی بیشتر ارتش‌های دنیا تبدیل شده‌اند بر اساس این تفنگ انجام گرفت.
در سال ۱۹۴۵ نمونه جدید و سبکتر این تفنگ با نام StG 45(M) طراحی و تولید شد که با پایان یافتن جنگ شمار بسیاری از آن تولید نشد.

## کاربران
- آرژانتین (سه عدد تنها برای اهداف آموزشی)
- چکسلواکی
- آلمان نازی
- اتحاد جماهیر شوروی
- مخالفین دولت سوریه
- جمهوری فدرال سوسیالیستی یوگسلاوی

### گروه‌های شبه نظامی
پس از جنگ جهانی دوم، شوروی و دیگر کشورهای بلوک شرق، رژیم‌ها و گروه‌های مورد حمایت خود را با جنگ‌افزارهای به غنیمت گرفته شده از آلمان، همانند اشتورم‌گور ۴۴، تجهیز کردند. دولت فرانسه بسیاری از این سلاح‌ها را که منشأ آن‌ها از چکسلواکی بود، طی درگیری‌های استقلال‌طلبانه در الجزایر شناسایی کرد. همچنین در میان ویت‌کنگها در جنگ ویتنام و سازمان آزادی‌بخش فلسطین تعدادی از این اسلحه یافت شد. این سلاح هنوز به صورت محدود در بین برخی از گروه‌های شبه نظامی در خاورمیانه و برخی از کشورها در شاخ آفریقا مورد استفاده قرار می‌گیرد. به‌طور مثال این سلاح در عراق توسط نیروهای آمریکایی از گروه‌های شبه نظامی توقیف شده‌است.